# طلحام (روستا)
 طلحام  به عربی ( الَطلَحام )، روستایی است در دهستان الطلح از توابع استان صَعده در کشور یمن در شبه جزیره عربستان.

## جمعیت
جمعیت آن (۹۰ ) نفر (۹ خانوار) می‌باشد.